# قسم سيمكان الريفي (مقاطعة بوانات)
قسم سیمکان الريفي (بالفارسية: دهستان سیمکان) هي منطقة سكنية تقع في إيران في قسم. يقدر عدد سكانها بـ 2,047 نسمة .